# Music from Another Room
Music from Another Room (Pasión Irresistible o Con los ojos del corazón) es una película dirigida por Charlie Peters y protagonizada por Jude Law.

## Argumento
Cuando solo era un niño, Danny ayudó a su padre, un médico militar, a traer al mundo a Anna, un bebé que corría un serio peligro de nacer muerto. Maravillado por el milagro que acababa de contemplar, Danny se hizo así mismo la siguiente promesa: "Cuando sea mayor, me casaré con ella". Sin embargo sus vidas tomaran distintos caminos cuando Danny y su padre se marchan a vivir a Londres. Años más tarde, y de forma casual, Danny (Jude Law) entra a formar parte de la familia de Anna (Gretchen Mol). Danny quiere que ella se enamore de él, pero hay un problema: Ella ya está comprometida.

## Elenco
- Jude Law como Danny.
- Gretchen Mol como Anna.
- Brenda Blethyn como Grace.
- Jennifer Tilly como Nina.
- Martha Plimpton como Karen.
- Jeremy Piven como Billy.
- Jon Tenney como Erick.
- Kelvin Kilner como Hank.

## Banda sonora
Truly, maddly, deeply.- Savage Garden.